# Infosys ltd.
Infosys limited (kurz ltd., früher Infosys Technologies; BSE: 500209; NSE: INFY) ist ein weltweit tätiges IT-Unternehmen. Das Unternehmen ist im Finanzindex BSE Sensex gelistet.

## Geschichte
Infosys wurde am 2. Juli 1981 in Pune von sieben Informatikern mit 250 $ Startkapital gegründet und hat seinen Hauptsitz in Bengaluru.
Mit mehr als 228.000 Mitarbeitern im Jahr 2019 und mehr als 317.000 Mitarbeitern im Jahr 2024 sowie einem jährlichen Umsatz von über 11,9 Milliarden US-Dollar (2019) bzw. 17,7 Milliarden US-Dollar (März 2024) ist Infosys eines der größten IT-Unternehmen aus Indien.
Infosys-Mitbegründer Nandan Nilekani wurde vom indischen Ministerpräsidenten Manmohan Singh persönlich mit der Organisation der 2010 durchgeführten und 2011 ausgewerteten größten digitalen Volkszählung der Welt beauftragt. Nilekani baute eigens dafür ein staatliches Start-Up-Unternehmen auf.

## Unternehmen und Beteiligungen
Im März 2022 kündigte Infosys an, die digitale Kreativagentur für Human Experience Oddity zu übernehmen. Die Akquisition wurde im April 2022 erfolgreich abgeschlossen. Etwa 1,5 Jahre darauf, im Oktober 2023 wurde die Umfirmierung von Oddity in Wongdoody vorgenommen und damit der Anschluss an die gleichnamige internationale Kreativagentur Wongdoody (ebenfalls eine Infosys Tochter) mit Hauptsitz in London vollzogen.
Im April 2024 kündigte das Unternehmen an, den Dienstleister In-tech vollständig zu übernehmen. Die Übernahme wurde am 18. Juli 2024 mit Veröffentlichung der Quartalsergebnisse formal bestätigt. In-tech (Hauptsitz in Garching) ist im Bereich Mobilität tätig, u. a. mit Software, Elektronik und dem Testen von Fahrzeugen.
Folgende Unternehmen und Marken gehören u. a. zum Unternehmen Infosys:
- Infosys Automotive and Mobility GmbH & Co. KG: Digitale Transformation für Automotive- und Mobilitätsunternehmen[10]
- Infosys BPM: Business Process Management mit End-to-End Outsourcing Prozessen für Unternehmen[11]
- Infosys Consulting: Management- und IT-Beratung[12]
- Fluido: Salesforce Beratung und Implementierung[13]
- In-Tech GmbH: Technologieunternehmen für Automotive, Rail und Smart Factory[14][15]
- Wongdoody GmbH (in Deutschland ehemals: Oddity): digitale Kreativagentur für Human Experience[16]

## Produkte und Dienstleistungen
Infosys bietet Softwareentwicklung und unabhängige Validierungsdienste für Unternehmen in den Bereichen Finanzen, Versicherung, Industrie weiterer Bereiche an.
Eines seiner bekanntesten Produkte ist Finacle, eine universelle Finanzsoftware mit verschiedenen Modulen für das Privat- und Firmenkundengeschäft.
Jüngste Produkte und Marken sind Infosys Cobalt, Infosys Topaz und Infosys Aster.
Infosys Cobalt ist eine B2B orientiertes Produktset, mit Services, Lösungen und Plattformen um Unternehmen in die Cloud zu bringen oder dort zu betreuen. Es bietet 35.000 Cloud-Assets und mehr als 300 Blueprints für Cloud-Lösungen für die Industrie. 

Infosys Topaz bietet Lösungen rund um Enterprise-AI, inklusive Dienstleistungen, Lösungen und Plattformen, die generative KI-Technologien nutzen. Hier können rund 12.000 KI-Assets, rund 150 vortrainierte KI-Modellen und mehr als 10 KI-Plattformen eingesetzt werden. Infosys verfolgt dabei einen strikten „Responsible by Design“-Ansatz, der strikt auf Ethik, Vertrauen, Datenschutz, Sicherheit und Einhaltung gesetzlicher Vorschriften setzt.

Infosys Aster nutzt Technologie gezielt für das Marketing von Unternehmen: Die dahinter stehenden, KI-unterstützten Funktionen sollen die Marketing-Wertschöpfungskette für B2B- und B2C-Marken zu beschleunigen. Für das KI-basierte Tech-Stack wird mit zahlreichen renommierten Technologieanbietern zusammen gearbeitet. Folgende Teilbereiche im Marketing werden hier nach Unternehmensangaben abgedeckt: Brand & Creative Services, Digital Experience, Digital Commerce, MarTech, Performance Marketing und Marketing Operations.

## Umsatzentwicklung
Die Umsatzentwicklung von Infosys verläuft stabil, mit jährlichen Wachstumsraten im ein- bis zweistelligen Prozentbereich. Trotz des Ursprungs in Indien liegt der Schwerpunkt der Geschäftstätigkeit des IT-Dienstleisters seit vielen Jahre in globalen Märkten wie den USA mit rund 60 % Anteil am globalen Umsatz sowie – mit wachsender Bedeutung – Europa mit inzwischen fast 30%igem Anteil. Das Infosys Finanzjahr läuft jeweils von 01. April bis zum 31. März des Folgejahres, das Finanzjahr 2024 bspw. entspricht also den Umsätzen von 1. April 2023 bis 31. März 2024. Als börsennotiertes Unternehmen erfolgt die Infosys Umsatzveröffentlichung quartalsweise.
| Umsatzentwicklung im Finanzjahr      | Umsatzentwicklung im Finanzjahr | Umsatzentwicklung im Finanzjahr | Umsatzentwicklung im Finanzjahr | Umsatzentwicklung im Finanzjahr | Umsatzentwicklung im Finanzjahr |
| ------------------------------------ | ------------------------------- | ------------------------------- | ------------------------------- | ------------------------------- | ------------------------------- |
| Regionaler Umsatzanteil / Finanzjahr | Gesamtumsatz in USD             | Nordamerika                     | Europa                          | Restliche Welt                  | Indien                          |
| 2020                                 | 12,8 Mrd.                       | 61,6 %                          | 24,4 %                          | 11,4 %                          | 2,6 %                           |
| 2021                                 | 13,6 Mrd.                       | 61,6 %                          | 24,4 %                          | 11,0 %                          | 3,0 %                           |
| 2022                                 | 16,3 Mrd.                       | 61,4 %                          | 25,2 %                          | 10,2 %                          | 3,2 %                           |
| 2023                                 | 18,2 Mrd                        | 61,0 %                          | 27,0 %                          | 9,4 %                           | 2,6 %                           |
| 2024                                 | 18,6 Mrd.                       | 59,6 %                          | 28,6 %                          | 9,6 %                           | 2,2 %                           |

Alle Werte zur dreimonatlichen sowie jährlichen Umsatzentwicklung werden einmal im Quartal sowie im Jahresturnus online veröffentlicht und in Live-Pressekonferenzen bekannt gegeben.

## Technologiepartnerschaften
Infosys hat in Deutschland, Europa und global zahlreiche auf der Implementierung von Technologie basierende Sport- und Medienpartnerschaften vereinbart. Offizielle Vereinbarungen existieren u. a. mit:
- Handelsblatt: Offizieller AI & Digital Innovation Partner[27]
- Financial Times[28]
- The Economist[29]
- Formula E Rennsport[30]
- ATP Tennis Federation[31][32]

## Regionale Niederlassungen
Infosys ist nach eigenen Aussagen in mehr als 50 Ländern weltweit aktiv und betreibt (Stand: Ende 2024) folgende regionale Niederlassungen (Büros bzw. Entwicklungszentren):

### Amerika
- Brasilien
- Chile
- Costa Rica
- Kanada
- Mexiko
- Peru
- Vereinigte Staaten

### Asien & Pazifik
- Armenien
- Australien
- China
- Hongkong
- Indien (u. a. Pune, Hyderabad, Chennai, Bhubaneswar, Mangaluru, Mysuru, Mohali Jaipur und Thiruvananthapuram)
- Japan
- Malaysia
- Neuseeland
- Philippinen
- Singapur
- Südkorea
- Taiwan
- Thailand

### Europa
- Belgien
- Bulgarien
- Dänemark
- Deutschland (u. a. Frankfurt / Hauptniederlassung, Berlin, Böblingen, Deizisau, Düsseldorf, Erlangen, Hamburg, München, Stuttgart)
- Finnland
- Frankreich
- Guernsey
- Irland
- Italien
- Jersey
- Kroatien
- Lettland
- Liechtenstein
- Litauen
- Luxemburg
- Malta
- Niederlande
- Norwegen
- Österreich
- Polen
- Portugal
- Russland
- Schweden
- Schweiz
- Slowakei
- Spanien
- Tschechien
- Türkei
- Ungarn
- Vereinigtes Königreich

### Mittlerer Osten & Afrika
- Mauritius
- Quatar
- Saudi-Arabien
- Südafrika
- Vereinigte Arabische Emirate